# Украинская баскетбольная суперлига 1999/2000
9-й чемпионат Украины по баскетболу прошел с сентября 1999-го по май 2000-го года. Чемпионом Украины в первый год своего существования стал БК Киев, обыгравший в финальной серии МБК Одесса.

## Ключевые переходы
| Игрок                | Откуда                 | Куда                 | Примечание |
| -------------------- | ---------------------- | -------------------- | ---------- |
| Андрей Лебедев       | СК Николаев            | БК Киев              |            |
| Олег Юшкин           | БИПА-Мода-СКА          | БК Киев              |            |
| Константин Галенкин  | Полония Пшемысль       | БК Киев              |            |
| Станислав Медведенко | Алита                  | БК Киев              |            |
| Григорий Хижняк      | Автодор                | БК Киев              |            |
| Кертис Маккантс      | Тротамундос            | БК Киев              |            |
| Денис Журавлев       | Будивельник            | БК Киев              |            |
| Станислав Балашов    | БИПА-Мода-СКА          | БК Киев              |            |
| Евгений Анненков     | Динамо                 | БК Киев              |            |
| Юрий Шаповалов       | Азовбаскет             | БК Киев              |            |
| Александр Низкошапка | Будивельник            | БК Киев              |            |
| Сергей Пржеорский    | Будивельник            | БК Киев              | В ноябре   |
| Роман Вареник        | БИПА-Мода-СКА          | БК Киев              |            |
| Ярослав Зубрицкий    | ЦСКА-Рико              | МБК Одесса           |            |
| Евгений Мурзин       | Интер Словнафт         | МБК Одесса           |            |
| Дмитрий Брянцев      | Будивельник            | МБК Одесса           |            |
| Олег Ткач            | Шахтер                 | МБК Одесса           |            |
| Виктор Савченко      | Локомотив              | МБК Одесса           |            |
| Виталий Усенко       | Кирьят-Моцкин          | МБК Одесса           |            |
| Игорь Харченко       | БИПА-Мода-СКА          | ЦСКА-Укртатнафта     |            |
| Виталий Черний       | Азовбаскет             | ЦСКА-Укртатнафта     |            |
| Евгений Подорванный  | Азовбаскет             | СК Николаев          |            |
| Филипп Епифанцев     | Азовбаскет             | СК Николаев          |            |
| Андрей Капинос       | Шахтер                 | Вентспилс            |            |
| Андрей Ботичев       | Шахтер                 | Автодор              |            |
| Геннадий Кузнецов    | БИПА-Мода-СКА          | Автодор              |            |
| Сергей Антоненко     | Спартак                | Ферро (Запорожье)    |            |
| Алексей Янгичер      | Азовбаскет (Мариуполь) | Шахтер               |            |
| Константин Фурман    | СК Николаев            | АЗС Люблин           |            |
| Дмитрий Брянцев      | МБК Одесса             | Варта Щецин          | В декабре  |
| Геннадий Успенский   | МБК Одесса             | Варта Щецин          | В декабре  |
| Олег Юшкин           | БК Киев                | Варта Щецин          | В декабре  |
| Владимир Гамов       | Автодор                | БК Киев              | В январе   |
| Дмитрий Брянцев      | Варта Щецин            | Будивельник          | В январе   |
| Денис Петенев        | БК Самара              | МБК Одесса           | В январе   |
| Резо Чхеидзе         | Хапоэль Цефат          | МБК Одесса           | В феврале  |
| Игорь Молчанов       | ЦСКА-Укртатнафта       | Урал-Грейт           | В феврале  |
| Богдан Каребин       | Атлетас                | БК Киев              | В феврале  |
| Евгений Анненков     | БК Киев                | Универбаскет Харьков | В феврале  |
| Евгений Анненков     | Универбаскет Харьков   | МБК Одесса           | В марте    |
| Александр Скутельник | Флоаре                 | Азовбаскет           | В марте    |

## Составы команд

### МБК Одесса
Евгений Мурзин, Вадим Пудзырей, Олег Ткач, Дмитрий Брянцев (Щецин, Польша), Андрей Другаченок (завершил карьеру), Ярослав Зубрицкий, Виталий Усенко, Геннадий Успенский (Щецин, Польша), Владислав Шлеев, Михаил Мельников, Евгений Вохмин, Виктор Савченко, Денис Петенев
Тренер: Виталий Лебединцев

### ЦСКА-Укртатнафта (Киев)
Вячеслав Евстратенко, Игорь Харченко, Владимир Холопов, Виталий Черний, Игорь Ватажок, Сергей Карпенко, Дмитрий Кораблев, Олег Рубан, Виктор Кобзистый, Игорь Молчанов (Урал-Грейт), Алексей Полторацкий
Тренер: Андрей Подковыров

### Будивельник (Киев)
Антон Вакуленко, Денис Иванов, Павел Косюк, Дмитрий Приходько, Олег Тимошенко, Александр Холоденко, Юрий Штереб, Андрей Журавель, Алексей Семененко, Эдуард Шушкевич, Сергей Половко, Анатолий Мохов, Дмитрий Почтарь, Александр Неруш, Андрей Малыш, Дмитрий Брянцев, Максим Цымох
Тренер: Геннадий Защук

### СК Николаев
Алексей Бесков, Сергей Войтович, Андрей Герасимов, Андрей Дмитренко, Виктор Кондратовец, Сергей Нетреба, Алексей Павенский, Евгений Подорванный, Алексанр Раевский, Владимир Полях, Василий Порохненко, Леонид Срибный, Александр Чаусов, Андрей Архипов, Филипп Епифанцев, Андрей Сухотин
Тренер: Валентин Берестнев

### Шахтер (Донецк)
Сергей Завалин, Владимир Грузин, Сергей Киященко, Андрей Просянников, Антон Супрун, Игорь Васильченко, Иван Кащевский, Андрей Ищук, Сергей Секацкий, Алексей Янгичер, Владимир Гуртовой, Леонид Жуков
Тренер: Игорь Качура

### Ферро (Запорожье)
Тарас Артеменко, Александр Горстка, Юрий Зиминов, Александр Пащенко, Валерий Петренко, Павел Ревзин, Сергей Широбоков, Андрей Лещина, Сергей Новак, Кирилл Погостинский, Дмитрий Щиглинский, Сергей Антоненко, Руслан Бессонов, Максим Чмиль
Тренер: Александр Широбоков

### Динамо (Днепропетровск)
Виталий Бойко, Юрий Бородин, Виктор Гарбуз, Максим Губенко, Олег Козорез, Андрей Курочек, Константин Шакула, Максим Балашов, Алексей Борисенко, Станислав Каковкин, Александр Кашляк, Дмитрий Марков, Андрей Николаев, Алексей Онуфриев, Александр Алексеенко, Даниил Козлов, Станислав Сокур, Андрей Шаптала
Тренер: Ефим Таслицкий

### Спартак (Луганск)
Александр Кравченко, Юрий Варганов, Андрей Гавриленко, Андриан Олексенко, Алексей Каспирович, Дмитрий Малоштан, Алексей Федоров, Игорь Чигринов, Виктор Бирюков, Александр Новак, Александр Соловьев, Андрей Шалкиев, Андрей Романенко, Сергей Цыцора
Тренер: Владислав Пустогаров

### Азовбаскет (Мариуполь)
Роман Иванченко, Сергей Ивчатов, Александр Кузнецов, Сергей Москаленко, Алексей Татенок, Андриан Гавриков, Вячеслав Глазов, Николай Здырка, Евгений Хабаров, Сергей Зеневич, Александр Кислицын (Львовская Политехника), Петр Подтыкан, Станислав Каковкин, Павел Гайдамака, Александр Скутельник
Тренер: Валентин Романец

### Львовская Политехника (Львов)
Андрей Бугаевский, Максим Качко, Евгений Мурга, Вадим Щербаков, Анатолий Максименко, Владлен Пинчук, Алексей Цымбал, Павел Чухно, Андрей Шарамко, Владимир Марковецкий, Роман Смишный, Владимир Дружбляк, Александр Кислицын
Тренер: Анатолий Заверикин

### БК Киев
Андрей Лебедев, Кертис Маккантс, Юрий Шаповалов, Владимир Шевченко, Олег Юшкин (Щецин, Польша), Роман Вареник, Константин Галенкин, Денис Журавлев, Александр Низкошапка, Станислав Балашов, Станислав Медведенко, Григорий Хижняк, Евгений Анненков (Универбаскет), Сергей Пржеорский, Владимир Гамов
Тренер: Александр Коваленко

## Регулярный чемпионат

### Турнирная таблица
| №  | Команда                       | В  | П  |
| -- | ----------------------------- | -- | -- |
| 1  | БК Киев                       | 36 | 4  |
| 2  | ЦСКА-Укртатнафта (Киев)       | 35 | 5  |
| 3  | МБК Одесса (Одесса)           | 35 | 5  |
| 4  | Шахтер (Донецк)               | 23 | 17 |
| 5  | СК Николаев                   | 22 | 18 |
| 6  | Будивельник (Киев)            | 18 | 22 |
| 7  | Львовская Политехника (Львов) | 15 | 25 |
| 8  | Ферро (Запорожье)             | 15 | 25 |
| 9  | Динамо (Днепропетровск)       | 13 | 27 |
| 10 | Азовбаскет (Мариуполь)        | 8  | 32 |
| 11 | Спартак (Луганск)             | 0  | 40 |

- Спартак (Луганск) снялся с чемпионата в декабре 1999 года. В оставшихся матчах команде присудили технические поражения со счетом 0:20.

### Лидеры Суперлиги
Очки в среднем за игру
1. Александр Пащенко (Ферро) — 24,1
2. Александр Раевский (СК Николаев) — 23,9
3. Виталий Усенко (МБК Одесса) — 19,5
4. Дмитрий Брянцев (Будивельник) — 18,6
5. Олег Козорез (Динамо) — 18,3
6. Петр Подтыкан (Азовбаскет) — 17,6
7. Станислав Медведенко (БК Киев) — 17,2
8. Денис Петенев (МБК Одесса) — 16,7
9. Кирилл Погостинский (Ферро) — 15,4
10. Дмитрий Марков (Динамо) — 15,4

- Рекорд результативности сезона (в одном матче) принадлежит Александру Пащенко из Ферро. В матче против мариупольского Азовбаскета, который состоялся 5 марта, он набрал 51 очко.

Подборы в среднем за игру
1. Григорий Хижняк (БК Киев) — 7,3
2. Анатолий Мохов (Будивельник) — 6,6
3. Владимир Гуртовой (Шахтер) — 6,3
4. Роман Смишный (Львовская Политехника) — 6,2
5. Дмитрий Кораблев (ЦСКА-Укртатнафта) — 5,9
6. Павел Чухно (Львовская Политехника) — 5,8
7. Виктор Савченко (МБК Одесса) — 5,8
8. Станислав Балашов (БК Киев) — 5,7
9. Вадим Пудзырей (МБК Одесса) — 5,6
10. Александр Чаусов (СК Николаев) — 5,2

Передачи в среднем за игру
1. Сергей Завалин (Шахтер) — 5,3
2. Кертис Маккантс (БК Киев) — 5,1
3. Вадим Пудзырей (МБК Одесса) — 5,1
4. Игорь Харченко (ЦСКА-Укртатнафта) — 4,3
5. Виктор Гарбуз (Динамо) — 4,1

Перехваты в среднем за игру
1. Виктор Гарбуз (Динамо) — 3,2
2. Юрий Штереб (Будивельник) — 2,7
3. Игорь Харченко (ЦСКА-Укртатнафта) — 2,3
4. Александр Раевский (СК Николаев) — 2,0
5. Виталий Усенко (МБК Одесса) — 1,9

## Плей-офф

### Четвертьфиналы
БК Киев — Ферро (2:0)
| 28 апреля |                                                                    | БК Киев | 100:66                                                      | Ферро | Киев, СК "Меридиан" Зрителей: 200 |
| 28 апреля | Счёт по половинам: 50:29, 50:37.                                   |         |                                                             |       | Киев, СК "Меридиан" Зрителей: 200 |
| 28 апреля | Роман Вареник (21), Станислав Балашов (18), Сергей Пржеорский (13) | Очки    | Дмитрий Щиглинский (28), Сергей Новак (9), Павел Ревзин (8) |       | Киев, СК "Меридиан" Зрителей: 200 |

| 29 апреля |                                                                                        | БК Киев | 111:66                                    | Ферро | Киев, СК "Меридиан" Зрителей: 300 |
| 29 апреля | Счёт по половинам: 54:36, 57:30.                                                       |         |                                           |       | Киев, СК "Меридиан" Зрителей: 300 |
| 29 апреля | Роман Вареник (25), Кертис Маккантс (17), Григорий Хижняк (16), Сергей Пржеорский (14) | Очки    | Лев Загайнов (12), Дмитрий Щиглинский (8) |       | Киев, СК "Меридиан" Зрителей: 300 |

ЦСКА-Укртатнафта — Львовская Политехника (2:0)
| 28 апреля |                                                          | Львовская Политехника | 69:73                                                                                    | ЦСКА-Укртатнафта | Львов, СК "Будивельник" Зрителей: 500 |
| 28 апреля | Счёт по половинам: 36:37, 33:36.                         |                       |                                                                                          |                  | Львов, СК "Будивельник" Зрителей: 500 |
| 28 апреля | Максим Качко (14), Алексей Цымбал (14), Павел Чухно (11) | Очки                  | Олег Рубан (19), Дмитрий Кораблев (16), Владимир Холопов (15), Вячеслав Евстратенко (13) |                  | Львов, СК "Будивельник" Зрителей: 500 |

| 1 мая |                                                                                          | ЦСКА-Укртатнафта | 90:76                                                          | Львовская Политехника | Киев, СК ЦСКА Зрителей: 100 |
| 1 мая | Счёт по половинам: 47:45, 43:31.                                                         |                  |                                                                |                       | Киев, СК ЦСКА Зрителей: 100 |
| 1 мая | Олег Рубан (22), Вячеслав Евстратенко (16), Дмитрий Кораблев (15), Виктор Кобзистый (13) | Очки             | Павел Чухно (18), Роман Смишный (17), Анатолий Максименко (13) |                       | Киев, СК ЦСКА Зрителей: 100 |

МБК Одесса — Будивельник (2:0)
| 28 апреля |                                                                                     | Будивельник (Киев) | 61:88                                                        | МБК Одесса (Одесса) | Киев, СК "Меридиан" Зрителей: 700 |
| 28 апреля | Счёт по половинам: 28:44, 33:44.                                                    |                    |                                                              |                     | Киев, СК "Меридиан" Зрителей: 700 |
| 28 апреля | Олег Тимошенко (12), Алексей Семененко (12), Юрий Штереб (11), Дмитрий Брянцев (10) | Очки               | Виталий Усенко (23), Вадим Пудзырей (22), Денис Петенев (14) |                     | Киев, СК "Меридиан" Зрителей: 700 |

| 1 мая |                                                            | МБК Одесса (Одесса) | 72:58                                                      | Будивельник (Киев) | Одесса, Дворец спорта Зрителей: 2200 |
| 1 мая | Счёт по половинам: 36:21, 36:37.                           |                     |                                                            |                    | Одесса, Дворец спорта Зрителей: 2200 |
| 1 мая | Резо Чхеидзе (13), Денис Петенев (11), Вадим Пудзырей (11) | Очки                | Дмитрий Брянцев (22), Анатолий Мохов (13), Юрий Штереб (8) |                    | Одесса, Дворец спорта Зрителей: 2200 |

Шахтер — СК Николаев (0:2)
| 28 апреля |                                                                          | СК Николаев | 71:66                                                             | Шахтер | Николаев, СК "Надежда" Зрителей: 1500 |
| 28 апреля | Счёт по половинам: 36:32, 35:34.                                         |             |                                                                   |        | Николаев, СК "Надежда" Зрителей: 1500 |
| 28 апреля | Александр Раевский (18), Александр Чаусов (14), Евгений Подорванный (14) | Очки        | Владимир Гуртовой (20), Сергей Завалин (14), Алексей Янгичер (11) |        | Николаев, СК "Надежда" Зрителей: 1500 |

| 1 мая |                                                                   | Шахтер | 82:96                                                                                    | СК Николаев | Донецк, ДС "Дружба" Зрителей: 800 |
| 1 мая | Счёт по половинам: 37:46, 45:50.                                  |        |                                                                                          |             | Донецк, ДС "Дружба" Зрителей: 800 |
| 1 мая | Владимир Гуртовой (19), Алексей Янгичер (19), Сергей Завалин (13) | Очки   | Владимир Полях (23), Александр Раевский (22), Алексей Бесков (14), Александр Чаусов (14) |             | Донецк, ДС "Дружба" Зрителей: 800 |

### Полуфиналы
БК Киев — СК Николаев (2:0)
| 7 мая |                                                                  | СК Николаев | 61:71                                                                                        | БК Киев | Николаев, СК "Надежда" Зрителей: 1 500 |
| 7 мая | Счёт по половинам: 28:32, 33:39.                                 |             |                                                                                              |         | Николаев, СК "Надежда" Зрителей: 1 500 |
| 7 мая | Александр Раевский (30), Леонид Срибный (10), Владимир Полях (8) | Очки        | Станислав Медведенко (21), Кертис Маккантс (18), Сергей Пржеорский (11), Андрей Лебедев (10) |         | Николаев, СК "Надежда" Зрителей: 1 500 |

| 10 мая |                                                                                           | БК Киев | 92:78                                                                                           | СК Николаев | Киев, СК "Меридиан" Зрителей: 150 |
| 10 мая | Счёт по половинам: 50:55, 42:23.                                                          |         |                                                                                                 |             | Киев, СК "Меридиан" Зрителей: 150 |
| 10 мая | Станислав Медведенко (21), Кертис Маккантс (16), Денис Журавлев (15), Андрей Лебедев (11) | Очки    | Александр Раевский (18), Евгений Подорванный (17), Виктор Кондратовец (10), Леонид Срибный (10) |             | Киев, СК "Меридиан" Зрителей: 150 |

ЦСКА-Укртатнафта — МБК Одесса (0:2)
| 7 мая |                                                                  | МБК Одесса | 84:77                                                                 | ЦСКА-Укртатнафта | Одесса, Дворец спорта Зрителей: 3 000 |
| 7 мая | Счёт по половинам: 47:37, 37:40.                                 |            |                                                                       |                  | Одесса, Дворец спорта Зрителей: 3 000 |
| 7 мая | Виталий Усенко (24), Ярослав Зубрицкий (19), Вадим Пудзырей (18) | Очки       | Дмитрий Кораблев (22), Игорь Харченко (13), Вячеслав Евстратенко (10) |                  | Одесса, Дворец спорта Зрителей: 3 000 |

| 10 мая |                                                                                                 | ЦСКА-Укртатнафта | 83:89 ОТ                                                       | МБК Одесса | Киев, СК ЦСКА Зрителей: 150 |
| 10 мая | Счёт по половинам: 36:37, 37:40.                                                                |                  |                                                                |            | Киев, СК ЦСКА Зрителей: 150 |
| 10 мая | Вячеслав Евстратенко (19), Дмитрий Кораблев (18), Игорь Харченко (16), Алексей Полторацкий (13) | Очки             | Виталий Усенко (23), Вадим Пудзырей (14), Виктор Савченко (13) |            | Киев, СК ЦСКА Зрителей: 150 |

### Финал
БК Киев — МБК Одесса (3:2)
| 16 мая | | БК Киев | 79:109                                                                              | МБК Одесса | Киев, Дворец спорта Зрителей: 2 000 |
| 16 мая | Счёт по половинам: 41:63, 38:46.                                                                     |         |                                                                                     |            | Киев, Дворец спорта Зрителей: 2 000 |
| 16 мая | Сергей Пржеорский (24), Станислав Медведенко (13), Станислав Балашов (13), Александр Низкошапка (10) | Очки    | Виталий Усенко (26), Вадим Пудзырей (21), Евгений Анненков (18), Денис Петенев (14) |            | Киев, Дворец спорта Зрителей: 2 000 |

| 17 мая |                                                                                            | БК Киев | 113:72                                  | МБК Одесса | Киев, Дворец спорта Зрителей: 3 000 |
| 17 мая | Счёт по половинам: 49:32, 64:40.                                                           |         |                                         |            | Киев, Дворец спорта Зрителей: 3 000 |
| 17 мая | Станислав Медведенко (20), Григорий Хижняк (16), Андрей Лебедев (12), Кертис Маккантс (12) | Очки    | Денис Петенев (22), Виталий Усенко (15) |            | Киев, Дворец спорта Зрителей: 3 000 |

| 20 мая |                                                         | МБК Одесса | 92:82                                                               | БК Киев | Одесса, Дворец спорта Зрителей: 4 500 |
| 20 мая | Счёт по половинам: 52:43, 40:39.                        |            |                                                                     |         | Одесса, Дворец спорта Зрителей: 4 500 |
| 20 мая | Виталий Усенко (28), Денис Петенев (14), Олег Ткач (12) | Очки       | Станислав Медведенко (24), Андрей Лебедев (16), Денис Журавлев (10) |         | Одесса, Дворец спорта Зрителей: 4 500 |

| 21 мая |                                                              | МБК Одесса | 78:87                                                                                      | БК Киев | Одесса, Дворец спорта Зрителей: 5 000 |
| 21 мая | Счёт по половинам: 41:49, 37:38.                             |            |                                                                                            |         | Одесса, Дворец спорта Зрителей: 5 000 |
| 21 мая | Виталий Усенко (22), Вадим Пудзырей (17), Денис Петенев (10) | Очки       | Станислав Медведенко (21), Кертис Маккантс (20), Денис Журавлев (13), Григорий Хижняк (13) |         | Одесса, Дворец спорта Зрителей: 5 000 |

| 24 мая |                                                                                              | БК Киев | 97:94                                                                                | МБК Одесса | Киев, СК "Меридиан" Зрителей: 2 000 |
| 24 мая | Счёт по половинам: 52:53, 45:41.                                                             |         |                                                                                      |            | Киев, СК "Меридиан" Зрителей: 2 000 |
| 24 мая | Станислав Медведенко (21), Станислав Балашов (20), Кертис Маккантс (20), Андрей Лебедев (18) | Очки    | Денис Петенев (27), Вадим Пудзырей (17), Ярослав Зубрицкий (15), Виталий Усенко (12) |            | Киев, СК "Меридиан" Зрителей: 2 000 |

### Серия за третье место
ЦСКА-Укртатнафта — СК Николаев (3:1)
| 16 мая |                                                                                                 | ЦСКА-Укртатнафта | 79:76                                                               | СК Николаев | Киев, СК ЦСКА Зрителей: 100 |
| 16 мая | Счёт по половинам: 43:31, 36:45.                                                                |                  |                                                                     |             | Киев, СК ЦСКА Зрителей: 100 |
| 16 мая | Алексей Полторацкий (21), Владимир Холопов (17), Вячеслав Евстратенко (15), Игорь Харченко (10) | Очки             | Александр Раевский (26), Александр Чаусов (15), Алексей Бесков (15) |             | Киев, СК ЦСКА Зрителей: 100 |

| 17 мая |                                                                          | ЦСКА-Укртатнафта | 76:71                                             | СК Николаев | Киев, СК ЦСКА Зрителей: 100 |
| 17 мая | Счёт по половинам: 28:37, 48:34.                                         |                  |                                                   |             | Киев, СК ЦСКА Зрителей: 100 |
| 17 мая | Вячеслав Евстратенко (20), Алексей Полторацкий (18), Игорь Харченко (17) | Очки             | Александр Раевский (28), Евгений Подорванный (10) |             | Киев, СК ЦСКА Зрителей: 100 |

| 20 мая |                                                | СК Николаев | 68:60                                            | ЦСКА-Укртатнафта | Николаев, СК "Надежда" Зрителей: 1 500 |
| 20 мая | Счёт по половинам: 25:33, 43:27.               |             |                                                  |                  | Николаев, СК "Надежда" Зрителей: 1 500 |
| 20 мая | Александр Раевский (24), Александр Чаусов (12) | Очки        | Владимир Холопов (21), Вячеслав Евстратенко (11) |                  | Николаев, СК "Надежда" Зрителей: 1 500 |

| 21 мая |                                                                         | СК Николаев | 69:92                                                                | ЦСКА-Укртатнафта | Николаев, СК "Надежда" Зрителей: 1 500 |
| 21 мая | Счёт по половинам: 36:47, 33:45.                                        |             |                                                                      |                  | Николаев, СК "Надежда" Зрителей: 1 500 |
| 21 мая | Александр Раевский (18), Александр Чаусов (13), Виктор Кондратовец (11) | Очки        | Алексей Полторацкий (26), Игорь Харченко (20), Владимир Холопов (14) |                  | Николаев, СК "Надежда" Зрителей: 1 500 |

### Серии за 5-8 место
Будивельник — Львовская Политехника (2:1)
| Команда 1             | Счет     | Команда 2             |
| --------------------- | -------- | --------------------- |
| Львовская Политехника | 64:65 ОТ | Будивельник           |
| Будивельник           | 70:72    | Львовская Политехника |
| Будивельник           | 99:86    | Львовская Политехника |

Шахтер — Ферро (2:0)
| Команда 1 | Счет   | Команда 2 |
| --------- | ------ | --------- |
| Шахтер    | 85:64  | Ферро     |
| Шахтер    | 117:80 | Ферро     |

### Серия за 5-е место
Будивельник — Шахтер (0:2)
| Команда 1   | Счет  | Команда 2   |
| ----------- | ----- | ----------- |
| Будивельник | 82:83 | Шахтер      |
| Шахтер      | 81:75 | Будивельник |

### Серия за 7-е место
Львовская Политехника — Ферро (2:0)
| Команда 1             | Счет  | Команда 2 |
| --------------------- | ----- | --------- |
| Львовская Политехника | 87:80 | Ферро     |
| Львовская Политехника | 94:77 | Ферро     |

## Лауреаты сезона Суперлиги
- MVP сезона — Станислав Медведенко (БК Киев)

Символическая сборная чемпионата (по версии газеты «Команда»):
- Кертис Маккантс (БК Киев)
- Александр Раевский (СК Николаев)
- Александр Пащенко (Ферро)
- Виталий Усенко (МБК Одесса)
- Станислав Медведенко (БК Киев)

Другие номинации:
- Лучший тренер сезона — Валентин Берестнев (СК Николаев)
- Открытие сезона — Олег Тимошенко (Будивельник)
- Надежда сезона — Даниил Козлов (Динамо)

## Высшая лига
- Соревнования прошли в два круга. Формат спаренных матчей.

| №  | Команда                        | В  | П  |
| -- | ------------------------------ | -- | -- |
| 1  | БК Пульсар (Ровно)             | 40 | 4  |
| 2  | Возко (Вознесенск)             | 35 | 9  |
| 3  | Универбаскет (Харьков)         | 32 | 12 |
| 4  | УВД (Харьков)                  | 32 | 12 |
| 5  | Флоаре (Бендеры, Молдова)      | 24 | 20 |
| 6  | Полтава-Баскет                 | 23 | 21 |
| 7  | Восход (Горловка)              | 21 | 23 |
| 8  | Нефтехим-Аваль (Белая Церковь) | 17 | 27 |
| 9  | Коксохим-Сталь (Алчевск)       | 14 | 30 |
| 10 | Локомотив (Симферополь)        | 12 | 32 |
| 11 | БК Чернигов                    | 7  | 37 |
| 12 | Академия-КТУ (Кривой Рог)      | 7  | 37 |

- БК Пульсар (Ровно) завоевал путевку в Суперлигу.
- Возко (Вознесенск) получил право сыграть переходные матчи за право выступать в Суперлиге с Азовбаскетом.
- Академия-КТУ вылетела в Первую лигу

### Матчи за право выступать в Суперлиге
| Команда 1              | Счет    | Команда 2              |
| ---------------------- | ------- | ---------------------- |
| Возко (Вознесенск)     | 102:120 | Азовбаскет (Мариуполь) |
| Азовбаскет (Мариуполь) | 86:65   | Возко (Вознесенск)     |

## Первая лига
1. Сумыхимпром-Агроуниверситет
2. Универбаскет-Политехник (Харьков)
3. Химик-ОПЗ (Южный)
4. Стимул (Донецк)
5. БК Тернополь
6. Будивельник-ДЮСШ (Киев)
7. СДЮСШОР № 2-СКА (Одесса)
8. Динамо-СДЮСШ № 5 (Днепропетровск)
9. ЦСКА-Политехник (Киев)
10. Ветеран-Баскет (Днепропетровск)
11. УОР (Донецк)
12. Ялта-ЯИМ
13. БК Херсон
14. Ферро-2 (Запорожье)
15. ДИТМ (Краматорск)
16. Грифоны (Симферополь)
17. КГПИ-Юность (Кременчуг)
18. Релком-СЛ (Белая Церковь)